# Deport
La ville américaine de Deport est située dans les comtés de Lamar et Red River, dans l’État du Texas. Elle comptait 578 habitants lors du recensement de 2010.

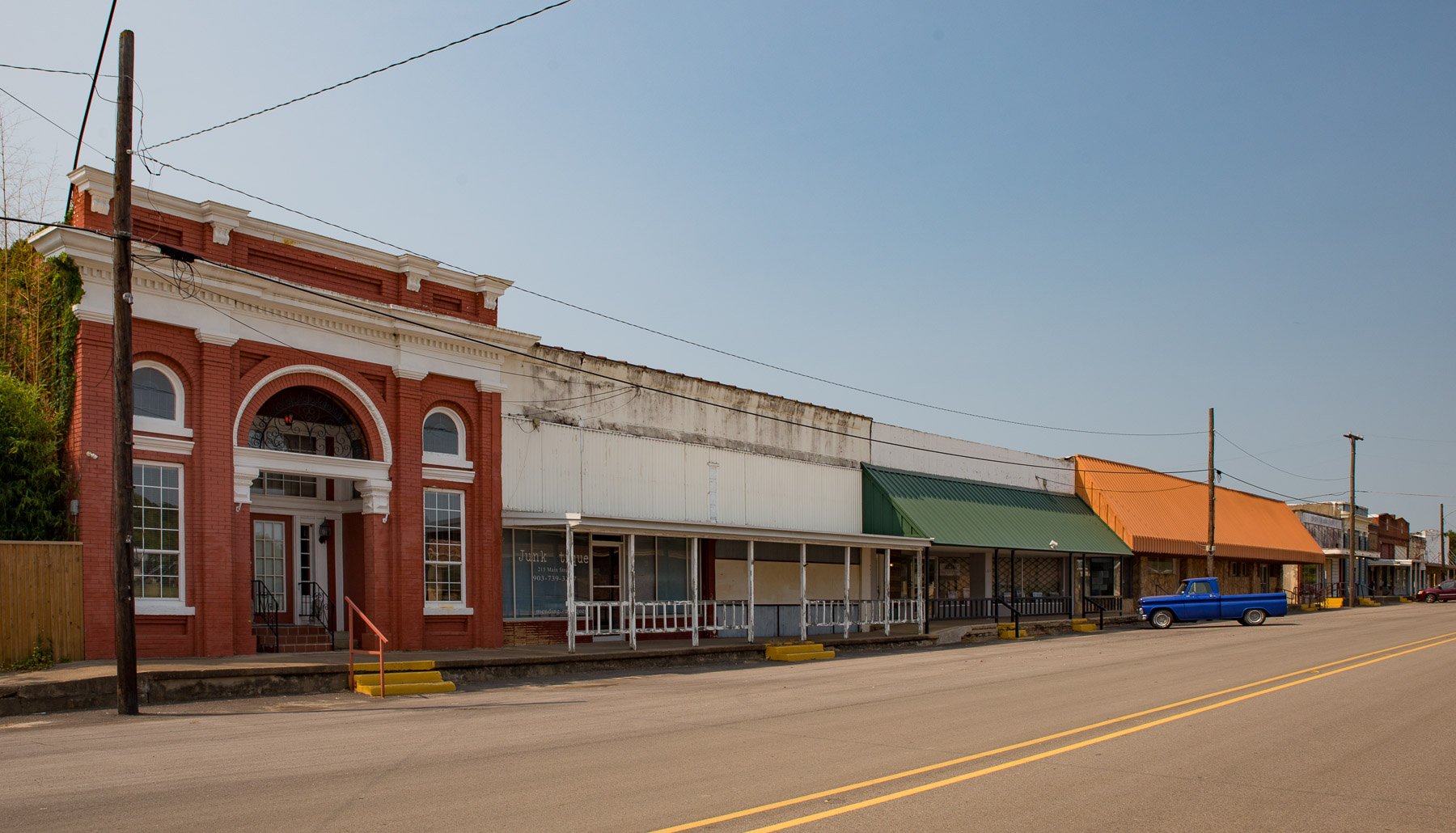
Centre-ville de Deport

## Source
- (en) Cet article est partiellement ou en totalité issu de l’article de Wikipédia en anglais intitulé « Deport, Texas » (voir la liste des auteurs).